# Gerard V. Middleton
Gerard Viner Middleton (* 13. Mai 1931 in Kapstadt; † 2. November 2021 in Hamilton, Ontario) war ein kanadischer Geologe und Sedimentologe.

## Leben
Middleton studierte Geologie am Imperial College London  (Promotion 1954), war 1954/55 Geologe für Standard Oil of California und ging dann nach Kanada, wo er 1955 bis 1996 an der McMaster University lehrte, zuerst als Lecturer, ab 1961 als Associate Professor und ab 1967 als Professor. 1959 bis 1962 und 1978 bis 1984 stand er der Geologie-Fakultät vor.
1956/57 und 1959 war er Berater für Shell.
Er befasste sich vor allem mit Sedimentologie (u. a. Turbidite, Mechanik von Sedimentflüssen, die er auch experimentell untersuchte), Datenanalyse in der Geologie und Geschichte der Geologie (besonders in Kanada).
Er war 2003 Herausgeber der Encyclopedia of Sediments and Sedimentary Rocks und 1973 bis 1978 Gründungsherausgeber von Geoscience Canada.
1970 wurde er Fellow der Royal Society of Canada. 1980 erhielt er die Logan Medal, 1994 die Pettijohn Medal und 2003 die William H. Twenhofel Medal.
Er war ab 1959 verheiratet und hat einen Sohn und zwei Töchter.

## Schriften
- Origin of Sedimentary Rocks, 1972, 2. Auflage 1980 (mi H. Blatt und R. Murray)
- mit Peter R. Wilcock: Mechanics in the Earth and Environmental Sciences, Cambridge University Press 1994
- mit J. B. Southard: Mechanics of Sediment Movement, Society of Economic Paleontologists and Mineralogists 1977, 2. Auflage 1985
- Data Analysis in the Earth Sciences using MATLAB, 2000
- Hydraulic interpretation of sand size distributions, Journal of Geology, Band 84, 1976, S. 405–426.
- Sediment deposition from turbidity currents, Annual Review of Earth and Planetary Science, Band 21, 1993, S. 89–114.